# Typhlops epactius
Typhlops epactius este o specie de șerpi din genul Typhlops, familia Typhlopidae, descrisă de Thomas 1968. Conform Catalogue of Life specia Typhlops epactius nu are subspecii cunoscute.